# 山内首藤重俊
山内首藤 重俊（やまのうちすどう しげとし、1158年（保元3年） - 1242年7月17日（仁治3年6月11日））は、山内首藤経俊の嫡子で、山内首藤中務丞縫殿助、山内首藤宮内左衛門重高、兵衛大輔とも称す。山内宗俊、山内俊業の父。

## 来歴
重俊は1176年（安元2年）より1179年（治承3年）までの3年間、大番勤務を勤めた。その後、御所に官職を得て在京する。
大番勤務の時に足利忠綱と親密になる。忠綱は1180年（治承4年）以仁王と源頼政の平氏に対する反乱勃発の際、平知盛の軍に編入され反乱軍鎮圧にあたった。その後は宇治川の渡河作戦で活躍して、その功績により丹波紅井郷と丹波三宮郷を与えられた。しかし、東国で足利家と源頼朝との間に危機的緊張関係が勃発し、忠綱は帰国することになるが、帰国前に親友の重俊に丹波紅井郷と丹波三宮郷の統治を依頼した。
その後、忠綱が戦死し、重俊は丹波紅井郷と丹波三宮郷を領地として管理することになる。また幕府より備後国地毘荘の地頭を拝命する。自身は相模国に住した。
重俊は、1213年（建暦3年）に丹波山内氏の一族となる息子の山内首藤俊業と孫の山内首藤俊直を丹波紅井郷に移住させ、また孫の敏家に丹波三宮郷に移住させた。この移住の理由は、鎌倉での山内氏と北条氏との緊張関係にあったと思われる。1316年（正和5年）には、長州山内氏の一族の山内首藤道資が備後国地毘荘に移住する。土佐山内氏の一族である山内一豊は、丹波三宮郷に移住した敏家から11代後の久豊が息子の盛豊と尾張に出ることによって、誕生することになる。